# William Ludwig
William Ludwig est un scénariste américain né le 16 mai 1912 à New York et mort le 7 février 1999 à Los Angeles.

## Biographie
William Ludwig fait ses études à l'Université Columbia, à la Columbia Law School, et exerce comme avocat spécialisé dans les assurances à New York. En 1936, il déménage à Phoenix (Arizona) pour des raisons de santé. Son étude fait faillite et sur les conseils d'un ami se rend à Hollywood, où il commence à écrire des scénarios en 1937.

## Filmographie
- 1938 : André Hardy Cow-Boy de George B. Seitz
- 1938 : Love Finds Andy Hardy de George B. Seitz
- 1939 : Chantage de H.C. Potter
- 1939 : Stronger Than Desire de Leslie Fenton
- 1939 : André Hardy millionnaire de George B. Seitz
- 1941 : Folie douce de Jack Conway
- 1942 : Journey for Margaret de W. S. Van Dyke et Herbert Kline
- 1943 : Fou de girls (Girl Crazy de Norman Taurog et Busby Berkeley
- 1944 : Le Chant du Missouri de Vincente Minnelli
- 1944 : Une romance américaine de King Vidor
- 1944 : André Hardy préfère les brunes (Andy Hardy's Blonde Trouble) de George B. Seitz
- 1946 : Peines de cœur (Love Laughs at Andy Hardy) de Willis Goldbeck
- 1946 : Boys' Ranch de Roy Rowland
- 1948 : Le Maître de Lassie de Fred M. Wilcox
- 1948 : La Belle imprudente de Jack Conway
- 1949 : Le Défi de Lassie de Richard Thorpe
- 1949 : Lassie perd et gagne (The Sun Comes Up) de Richard Thorpe
- 1950 : Shadow on the Wall de Pat Jackson
- 1951 : It's a Big Country de Richard Thorpe et al.
- 1951 : Le Grand Caruso de Richard Thorpe
- 1952 : La Veuve joyeuse de Curtis Bernhardt
- 1954 : Athena de Richard Thorpe
- 1954 : Le Prince étudiant de Richard Thorpe
- 1955 : Oklahoma ! de Fred Zinnemann
- 1955 : Mélodie interrompue de Curtis Bernhardt
- 1955 : La Fille de l'amiral de Roy Rowland
- 1957 : Terreur dans la vallée de Roy Rowland
- 1957 : Dix mille chambres à coucher de Richard Thorpe
- 1961 : Histoire d'un amour de David Miller

## Récompenses
- Oscars 1956 : Oscar du meilleur scénario original pour Mélodie interrompue